# Анструда
Анструда (Anstrudis, Adaltrud) е съпруга на Дрого, херцог на Шампания и дук на Бургундия.
Тя е дъщеря на Варато, майордом на Неустрия († 686), и Ансфелда.
Анструда се омъжва първо за Берхар, майордом на Неустрия († 688). През 688 г. Анструда се омъжва за Дрого (* 670, † 708), херцог на Шампания (от 690) и дук на Бургундия (ок. 697) от династията Арнулфинги, син на каролингския майордом Пипин Ерсталски. 
Анструда и Дрого имат четири сина:
- Арнулф († сл. 723), 715 херцог (dux)
- Хуго (Светия, † 730), епископ на Руен и Париж
- Пипин († 720/726), вероятно монах
- Готфрид († 720/726), вероятно монах